# ماریا کانیه‌فسکا
ماریا کانیه‌فسکا (لهستانی: Maria Kaniewska؛ ۲۷ مه ۱۹۱۱ – ۱۱ دسامبر ۲۰۰۵) بازیگر، کارگردان فیلم، کارگردان نمایش، و فیلم‌نامه‌نویس اهل لهستان بود. وی بین سال‌های ۱۹۳۳ تا ۲۰۰۵ میلادی فعالیت می‌کرد.
از فیلم‌ها یا برنامه‌های تلویزیونی که وی در آن نقش داشته‌است، می‌توان به شیطان در کلاس هفتم، پنج، وقتی منو بگیری باهام چکار می‌کنی؟، بدشانسی و مرحله پایانی اشاره کرد.
وی همچنین برندهٔ جوایزی همچون نشان افتخار تولد لهستان شده‌است.